# Úrvalsdeild 1946
Thống kê của Úrvalsdeild mùa giải 1946.

## Tổng quan
Có 6 đội tham gia, và Fram giành chức vô địch. Valtýr Guðmundsson của Fram là vua phá lưới với 6 bàn thắng.

## Bảng xếp hạng
| Vị thứ | Câu lạc bộ | St | T | H | B | BT | BB | HS | Đ |
| 1      | Fram       | 5  | 4 | 1 | 0 | 17 | 10 | +7 | 9 |
| 2      | KR         | 5  | 3 | 1 | 1 | 16 | 9  | +7 | 7 |
| 3      | Valur      | 5  | 3 | 1 | 1 | 11 | 7  | +4 | 7 |
| 4      | Víkingur   | 5  | 0 | 3 | 2 | 11 | 15 | -4 | 3 |
| 5      | ÍA         | 5  | 0 | 2 | 3 | 6  | 13 | -7 | 2 |
| 6      | ÍBA        | 5  | 0 | 2 | 3 | 6  | 13 | -7 | 2 |